# Acharts.co
Acharts.co (antigamente aCharts.us) é um sítio lançado em 2003, com o objectivo de informar sobre as posições das tabelas musicais do mundo dos singles e álbuns.
Possui um sistema de pesquisa que permite encontrar artistas, músicas e álbuns, e ainda fazer consultar tabelas de datas anteriores e posteriores.

## História
Primariamente chamado de Alpha Charts, lançado a 2003, já possuía tabelas de trinta e cinco países diferentes, podendo fazendo descarga digital das tabelas na condição de "registado".
Foi nomeado "aChar.us" a 30 de Abril de 2007 e houve um grande alargamento às tabelas de todos os países e derivadas, como a Billboard
Actualmente o motor de pesquisa do sítio dá facilmente acesso aos artistas, músicas e álbuns actuais.